# Oulad Tayeb
Oulad Tayeb (en àrab أولاد الطيب, Ūlād aṭ-Ṭayyib; en amazic ⵡⵍⴰⴷ ⵟⵢⵢⴱ) és una comuna rural de la prefectura de Fes, a la regió de Fes-Meknès, al Marroc. Segons el cens de 2014 tenia una població total de 24.594 persones.